# Liste der Mitglieder des Bayerischen Landtags (11. Wahlperiode)
Diese Liste gibt einen Überblick über alle Mitglieder des Bayerischen Landtags in der 11. Wahlperiode (22. Oktober 1986 bis 29. Juli 1990).

## Abgeordnete
| Name                          | Lebens daten | Partei | Stimmkreis / Wahlkreis                   | Anmerkungen                                                             |
| ----------------------------- | ------------ | ------ | ---------------------------------------- | ----------------------------------------------------------------------- |
| Nikolaus Asenbeck             | 1930–2021    | CSU    | Mühldorf am Inn                          |                                                                         |
| Friedrich Bauereisen junior   | 1927–2006    | CSU    | Ansbach-Süd                              |                                                                         |
| Wilhelm Baumann               | 1925–2015    | CSU    | Schweinfurt-Nord                         |                                                                         |
| Hartmut Bäumer                | 1948         | Grüne  | Oberbayern                               |                                                                         |
| Margarete Bause               | 1959         | Grüne  | Oberbayern                               | Fraktionsvorsitzende (bis 1987, seit 1989)                              |
| Adolf Beck                    | 1938–2009    | CSU    | Regensburg-Land                          |                                                                         |
| Günther Beckstein             | 1943         | CSU    | Nürnberg-Nord                            | Staatssekretär (ab 1988)                                                |
| Otto Benner                   | 1929–2011    | SPD    | Oberpfalz                                |                                                                         |
| Mathilde Berghofer-Weichner   | 1931–2008    | CSU    | Starnberg                                | Staatsministerin                                                        |
| Elisabeth Biebl               | 1928–2019    | CSU    | München-Schwabing                        |                                                                         |
| Josef Blöchl                  | 1938–2006    | CSU    | Niederbayern                             | nachgerückt am 16. Mai 1990 für Alfons Urban                            |
| Johann Böhm                   | 1937         | CSU    | Rhön-Grabfeld                            |                                                                         |
| Max Brandl                    | 1935–2016    | SPD    | Oberpfalz                                |                                                                         |
| Max Brandl                    | 1938         | SPD    | Niederbayern                             |                                                                         |
| Peter Braun                   | 1941         | SPD    | Oberbayern                               |                                                                         |
| Konrad Breitrainer            | 1933         | CSU    | Oberbayern                               |                                                                         |
| Franz Brosch                  | 1949         | CSU    | Kitzingen                                |                                                                         |
| Ria Burkei                    | 1935–2010    | SPD    | Oberbayern                               |                                                                         |
| Wolfgang Dandorfer            | 1949–2023    | CSU    | Amberg-Sulzbach-Süd                      | ausgeschieden am 15. Mai 1990                                           |
| Rudi Daum                     | 1925–2019    | CSU    | Kronach                                  |                                                                         |
| Alfred Dick                   | 1927–2005    | CSU    | Straubing                                | Staatsminister                                                          |
| Paul Diethei                  | 1925–1997    | CSU    | Kempten (Allgäu)                         |                                                                         |
| Adolf Dinglreiter             | 1935–2024    | CSU    | Rosenheim-Ost                            |                                                                         |
| Anton Dobmeier                | 1921–2011    | CSU    | Nürnberger Land                          |                                                                         |
| Manfred Dumann                | 1936         | CSU    | Oberbayern                               |                                                                         |
| Hans Eisenmann                | 1923–1987    | CSU    | Pfaffenhofen an der Ilm                  | Staatsminister, † 31. August 1987                                       |
| Rudolf Anton Engelhard        | 1950         | CSU    | Oberbayern                               |                                                                         |
| Walter Engelhardt             | 1939–2022    | SPD    | Oberfranken                              |                                                                         |
| Walter Eykmann                | 1937         | CSU    | Würzburg-Stadt                           |                                                                         |
| Herbert Falk                  | 1929–1994    | CSU    | Amberg-Sulzbach-Nord                     |                                                                         |
| Georg Fendt                   | 1926–2008    | CSU    | Aichach-Friedberg                        |                                                                         |
| Josef Feneberg                | 1923–2011    | CSU    | Schwaben                                 |                                                                         |
| Günter Fichtner               | 1935–2017    | SPD    | Mittelfranken                            |                                                                         |
| Georg Fickler                 | 1937–2025    | CSU    | Schwaben                                 |                                                                         |
| Anneliese Fischer             | 1925–2020    | CSU    | Oberfranken                              |                                                                         |
| Max Fischer                   | 1927–2015    | CSU    | Cham                                     |                                                                         |
| Gerhard Frank                 | 1929–2020    | CSU    | Oberbayern                               | nachgerückt am 26. Juni 1989 für den verstorbenen Karl Schön            |
| Herbert Franz                 | 1936         | SPD    | Unterfranken                             |                                                                         |
| Dietmar Franzke               | 1941–2023    | SPD    | Niederbayern                             |                                                                         |
| Karl Freller                  | 1956         | CSU    | Nürnberg-Süd                             |                                                                         |
| Günter Gabsteiger             | 1942         | CSU    | Fürth-Land                               |                                                                         |
| Peter Paul Gantzer            | 1938         | SPD    | Oberbayern                               |                                                                         |
| Manfred Gausmann              | 1939–2015    | SPD    | Niederbayern                             |                                                                         |
| Fritz Geisperger              | 1931–2024    | SPD    | Niederbayern                             | ausgeschieden am 3. Juli 1990                                           |
| Alois Glück                   | 1940–2024    | CSU    | Traunstein                               | Staatssekretär (bis 1988), Fraktionsvorsitzender (seit 1988)            |
| Gebhard Glück                 | 1930–2009    | CSU    | Passau-Ost                               | Staatssekretär (bis 1988), Staatsminister (ab 1988)                     |
| Thomas Goppel                 | 1947         | CSU    | Landsberg am Lech, Fürstenfeldbruck-West | Staatssekretär                                                          |
| Franz Götz                    | 1945         | SPD    | Oberbayern                               |                                                                         |
| Eleonore Grabmair             | 1960         | CSU    | Oberbayern                               | nachgerückt am 11. November 1987 für Peter Schmidhuber                  |
| Walter Grossmann              | 1927–2007    | CSU    | Lichtenfels                              |                                                                         |
| Franz Gruber                  | 1935–2021    | CSU    | Oberpfalz                                |                                                                         |
| Richard Gürteler              | 1936–2000    | CSU    | Ebersberg                                |                                                                         |
| Gerda-Maria Haas              | 1942         | SPD    | Mittelfranken                            |                                                                         |
| Christa Harrer                | 1940         | SPD    | Oberbayern                               |                                                                         |
| Hans Hartl                    | 1945         | SPD    | Oberbayern                               |                                                                         |
| Martin Haushofer              | 1936–1994    | CSU    | Oberbayern                               | nachgerückt am 14. September 1987 für Hans Eisenmann                    |
| August Haußleiter             | 1905–1989    | Grüne  | Oberbayern                               | ausgeschieden am 25. Juni 1987                                          |
| Dieter Heckel                 | 1938–2016    | CSU    | Kulmbach                                 |                                                                         |
| Max von Heckel                | 1935         | SPD    | Oberbayern                               |                                                                         |
| Annemarie Hecker              | 1940         | CSU    | Niederbayern                             |                                                                         |
| Günter Hefele                 | 1940–1990    | SPD    | Fürth-Stadt                              | † 26. September 1990                                                    |
| Josef Heiler                  | 1920–2009    | CSU    | Rosenheim-West                           |                                                                         |
| Horst Heinrich                | 1938–2002    | SPD    | Schwaben                                 |                                                                         |
| Bernd Hering                  | 1946–2015    | SPD    | Oberfranken                              |                                                                         |
| Franz Heubl                   | 1924–2001    | CSU    | Lindau (Bodensee)                        | Landtagspräsident                                                       |
| Karl-Heinz Hiersemann         | 1944–1998    | SPD    | Mittelfranken                            | Fraktionsvorsitzender                                                   |
| Karl Hillermeier              | 1922–2011    | CSU    | Neustadt an der Aisch-Bad Windsheim      | Staatsminister (bis 1988)                                               |
| Walter Hofmann                | 1939         | CSU    | Forchheim                                |                                                                         |
| Werner Hollwich               | 1929–2013    | SPD    | Unterfranken                             |                                                                         |
| Manfred Hölzl                 | 1941–2003    | CSU    | Fürstenfeldbruck-Ost                     |                                                                         |
| Erwin Huber                   | 1946         | CSU    | Niederbayern                             |                                                                         |
| Herbert Huber                 | 1935–2016    | CSU    | Landshut                                 |                                                                         |
| Herbert Huber                 | 1930–1997    | CSU    | Dachau                                   |                                                                         |
| Franz Ihle                    | 1933–2021    | CSU    | Neu-Ulm                                  |                                                                         |
| Anton Jaumann                 | 1927–1994    | CSU    | Donau-Ries                               | Staatsminister (bis 1988)                                               |
| Stefan Jetz                   | 1947         | CSU    | Altötting                                |                                                                         |
| Hedda Jungfer                 | 1940         | SPD    | Oberbayern                               |                                                                         |
| Gebhard Kaiser                | 1948         | CSU    | Schwaben                                 |                                                                         |
| Heinz Kaiser                  | 1941         | SPD    | Unterfranken                             |                                                                         |
| Willi Kaiser                  | 1932–2017    | SPD    | Oberfranken                              |                                                                         |
| Raimund Kamm                  | 1952         | Grüne  | Schwaben                                 |                                                                         |
| Henning Kaul                  | 1940         | CSU    | Unterfranken                             |                                                                         |
| Herbert Kempfler              | 1931         | CSU    | Rottal-Inn                               |                                                                         |
| Paul Kestel                   | 1931–2023    | Grüne  | Niederbayern                             |                                                                         |
| Robert Kiesel                 | 1951         | CSU    | Unterfranken                             | nachgerückt am 16. Mai 1990 für Herbert Neder                           |
| Erich Kiesl                   | 1930–2013    | CSU    | München-Giesing                          |                                                                         |
| Sepp Klasen                   | 1935–2023    | SPD    | Oberbayern                               |                                                                         |
| Karl Kling                    | 1928–2021    | CSU    | Schwaben                                 |                                                                         |
| Rudolf Klinger                | 1937         | CSU    | Weißenburg-Gunzenhausen                  |                                                                         |
| Christian Knauer              | 1952         | CSU    | Schwaben                                 | nachgerückt am 17. Dezember 1987 für Johann Marxreiter                  |
| Walter Knauer                 | 1937–2013    | SPD    | Oberfranken                              |                                                                         |
| Konrad Kobler                 | 1943         | CSU    | Niederbayern                             |                                                                         |
| Hans Koller                   | 1938–2010    | CSU    | Oberbayern                               | nachgerückt am 10. Oktober 1988 für den verstorbenen Franz Josef Strauß |
| Hans Kolo                     | 1937–2022    | SPD    | Oberbayern                               |                                                                         |
| Carmen König                  | 1948         | SPD    | Oberbayern                               |                                                                         |
| Klaus Kopka                   | 1939–2022    | CSU    | Hof-Ost                                  |                                                                         |
| Sebastian Kuchenbaur          | 1936–2008    | CSU    | Schwaben                                 | nachgerückt am 1. Januar 1988 für Hans Maier                            |
| August Lang                   | 1929–2004    | CSU    | Weiden in der Oberpfalz                  | Staatsminister                                                          |
| Rolf Langenberger             | 1939         | SPD    | Mittelfranken                            |                                                                         |
| Karl Lautenschläger           | 1933–2005    | CSU    | Aschaffenburg-Ost                        |                                                                         |
| Ewald Lechner                 | 1926–2011    | CSU    | Dingolfing                               |                                                                         |
| Hermann Leeb                  | 1938         | CSU    | Aschaffenburg-West                       |                                                                         |
| Wilhelm Leichtle              | 1940         | SPD    | Schwaben                                 |                                                                         |
| Heinz Leschanowsky            | 1932–1992    | CSU    | Nürnberg-West                            |                                                                         |
| Hans Werner Loew              | 1942         | SPD    | Unterfranken                             |                                                                         |
| Friedrich Loscher-Frühwald    | 1941         | CSU    | Mittelfranken                            |                                                                         |
| Hans Lukas                    | 1935–2017    | CSU    | Oberpfalz                                |                                                                         |
| Christian Magerl              | 1955         | Grüne  | Oberbayern                               |                                                                         |
| Christoph Maier               | 1931–2021    | CSU    | Erlangen-Höchstadt                       |                                                                         |
| Hans Maier                    | 1931         | CSU    | Günzburg                                 | ausgeschieden am 31. Dezember 1987                                      |
| Klaudia Martini               | 1950–2024    | SPD    | Schwaben                                 |                                                                         |
| Johann Marxreiter             | 1930–1987    | CSU    | Augsburg-Stadt-Ost                       | † 14. Dezember 1987                                                     |
| Gustav Matschl                | 1932–2012    | CSU    | München-Bogenhausen                      |                                                                         |
| Hans Maurer                   | 1933         | CSU    | Ansbach-Nord                             | Staatssekretär                                                          |
| Martin Mayer                  | 1941–2017    | CSU    | München-Land-Nord                        |                                                                         |
| Heinz Mehrlich                | 1942         | SPD    | Unterfranken                             |                                                                         |
| Christa Meier                 | 1941–2024    | SPD    | Oberpfalz                                | ausgeschieden am 3. Mai 1990                                            |
| Edith Memmel                  | 1951         | Grüne  | Oberfranken                              |                                                                         |
| Gerhard Merkl                 | 1940–2016    | CSU    | Kelheim                                  |                                                                         |
| Rainer Messerer               | 1943         | SPD    | Mittelfranken                            | nachgerückt am 9. Oktober 1990 für Günter Hefele                        |
| Albert Meyer                  | 1926–2020    | CSU    | Haßberge                                 | Staatssekretär                                                          |
| Otto Meyer                    | 1926–2014    | CSU    | Dillingen an der Donau                   | Staatssekretär (ab 1988)                                                |
| Ernst Michl                   | 1935–2001    | CSU    | München-Altstadt                         |                                                                         |
| Josef Miller                  | 1947         | CSU    | Memmingen                                |                                                                         |
| Jakob Mittermeier             | 1939         | CSU    | Erding                                   |                                                                         |
| Willi Morgenschweis           | 1936         | CSU    | Oberpfalz                                | nachgerückt am 16. Mai 1990 für Wolfgang Dandorfer                      |
| Willibald Moser               | 1934–2011    | SPD    | Oberpfalz                                |                                                                         |
| Siegfried Möslein             | 1927–2009    | CSU    | Coburg                                   | Landtagsvizepräsident                                                   |
| Herbert Müller                | 1944         | SPD    | Schwaben                                 |                                                                         |
| Karl-Heinz Müller             | 1936–2021    | SPD    | Schwaben                                 |                                                                         |
| Willi Müller                  | 1936         | CSU    | Wunsiedel im Fichtelgebirge              |                                                                         |
| Karl-Heinz Nätscher           | 1936         | CSU    | Schweinfurt-Süd                          |                                                                         |
| Hans-Günter Naumann           | 1935–2010    | SPD    | Oberbayern                               |                                                                         |
| Herbert Neder                 | 1939–2015    | CSU    | Bad Kissingen                            | ausgeschieden am 15. Mai 1990                                           |
| Armin Nentwig                 | 1943         | SPD    | Oberpfalz                                |                                                                         |
| Josef Niedermayer             | 1926–2016    | CSU    | Regen                                    |                                                                         |
| Hermann Josef Niedermeier     | 1936         | SPD    | Niederbayern                             | nachgerückt am 4. Juli 1990 für Fritz Geisperger                        |
| Simon Nüssel                  | 1924–2015    | CSU    | Bayreuth                                 | Staatssekretär (bis 1987), Staatsminister (ab 1987)                     |
| Ruth Paulig                   | 1949         | Grüne  | Oberbayern                               | Fraktionssprecherin (von 1987 bis 1989)                                 |
| Ursula Pausch-Gruber          | 1933–1996    | SPD    | Mittelfranken                            |                                                                         |
| Heinz Pollwein                | 1920–2007    | CSU    | Passau-West                              |                                                                         |
| Bruno Ponnath                 | 1931–2018    | CSU    | Tirschenreuth                            |                                                                         |
| Ingrid Psimmas                | 1945–2009    | Grüne  | Mittelfranken                            |                                                                         |
| Karin Radermacher             | 1945         | SPD    | Unterfranken                             |                                                                         |
| Eugen Freiherr von Redwitz    | 1939         | CSU    | Neuburg-Schrobenhausen                   |                                                                         |
| Hermann Regensburger          | 1940         | CSU    | Ingolstadt                               |                                                                         |
| Rudi Richter                  | 1927–2011    | CSU    | Mittelfranken                            |                                                                         |
| Ludwig Ritter                 | 1935–2021    | CSU    | Miltenberg                               |                                                                         |
| Helmut Ritzer                 | 1938         | SPD    | Mittelfranken                            |                                                                         |
| Eleonore Romberg              | 1923–2004    | Grüne  | Oberbayern                               |                                                                         |
| Georg Rosenbauer              | 1941         | CSU    | Mittelfranken                            |                                                                         |
| Heinz Rosenbauer              | 1938–2010    | CSU    | Unterfranken                             | Staatssekretär                                                          |
| Sieghard Rost                 | 1921–2017    | CSU    | Nürnberg-Ost                             |                                                                         |
| Marianne Rothe                | 1931         | Grüne  | Schwaben                                 |                                                                         |
| Helmut Rothemund              | 1929–2004    | SPD    | Oberfranken                              | Landtagsvizepräsident                                                   |
| Norbert Scharf                | 1952–2010    | SPD    | Oberpfalz                                | nachgerückt am 9. Mai 1990 für Christa Meier                            |
| Christine Scheel              | 1956         | Grüne  | Unterfranken                             |                                                                         |
| Toni Schimpl                  | 1943–2020    | SPD    | Mittelfranken                            |                                                                         |
| Walter Schlosser              | 1936         | SPD    | Oberbayern                               |                                                                         |
| Albert Schmid                 | 1943–2014    | CSU    | Augsburg-Stadt-West                      |                                                                         |
| Peter Schmidhuber             | 1931–2020    | CSU    | München-Pasing                           | Staatsminister (bis 1987), ausgeschieden am 10. November 1987           |
| Hilmar Schmitt                | 1942         | SPD    | Unterfranken                             |                                                                         |
| Elisabeth Schnell             | 1932         | CSU    | Schwaben                                 | nachgerückt am 28. April 1988 für Karl Vogele                           |
| Gustl Schön                   | 1929–1997    | CSU    | Eichstätt                                |                                                                         |
| Karl Schön                    | 1931–1989    | CSU    | München-Fürstenried                      | † 22. Juni 1989                                                         |
| Erich Schosser                | 1924–2013    | CSU    | München-Nymphenburg                      |                                                                         |
| Hans-Günther Schramm          | 1941         | Grüne  | Mittelfranken                            |                                                                         |
| Manfred Schuhmann             | 1942         | SPD    | Oberbayern                               |                                                                         |
| Otto Schuhmann                | 1944–2025    | SPD    | Oberfranken                              |                                                                         |
| Heiko Schultz                 | 1940         | SPD    | Mittelfranken                            |                                                                         |
| Rita Schweiger                | 1943         | CSU    | Oberbayern                               |                                                                         |
| Rolf Seebauer                 | 1945–2017    | SPD    | Oberbayern                               |                                                                         |
| Andreas Seehuber              | 1929–2024    | CSU    | Oberbayern                               |                                                                         |
| Erwin Seitz                   | 1928–2003    | CSU    | Kaufbeuren                               |                                                                         |
| Eberhard Sinner               | 1944         | CSU    | Main-Spessart                            |                                                                         |
| Klaus Sommerkorn              | 1941–2010    | SPD    | Mittelfranken                            |                                                                         |
| Hans Spitzner                 | 1943         | CSU    | Neumarkt in der Oberpfalz                | Staatssekretär (ab 1988)                                                |
| Barbara Stamm                 | 1944–2022    | CSU    | Unterfranken                             | Staatssekretärin (ab 1987)                                              |
| Gustav Starzmann              | 1944–2023    | SPD    | Oberbayern                               |                                                                         |
| Erwin Stein                   | 1930–2009    | CSU    | München-Moosach                          |                                                                         |
| Heinrich Stenglein            | 1928–1991    | SPD    | Oberfranken                              |                                                                         |
| Edmund Stoiber                | 1941         | CSU    | Miesbach                                 | Staatsminister                                                          |
| Johannes Strasser             | 1945         | SPD    | Schwaben                                 |                                                                         |
| Franz Josef Strauß            | 1915–1988    | CSU    | Oberbayern                               | Ministerpräsident, † 3. Oktober 1988                                    |
| Max Strehle                   | 1946         | CSU    | Augsburg-Land-Nord                       |                                                                         |
| Max Streibl                   | 1932–1998    | CSU    | Garmisch-Partenkirchen                   | Staatsminister (bis 1988), Ministerpräsident (ab 1988)                  |
| Gerold Tandler                | 1936         | CSU    | München-Milbertshofen                    | Fraktionsvorsitzender (bis 1988), Staatsminister (ab 1988)              |
| Irmgard Edle von Traitteur    | 1926         | CSU    | Oberfranken                              |                                                                         |
| Heinrich Trapp                | 1951         | SPD    | Niederbayern                             |                                                                         |
| Heinrich Traublinger          | 1943         | CSU    | München-Ramersdorf                       |                                                                         |
| Alfons Urban                  | 1937         | CSU    | Freyung-Grafenau                         | ausgeschieden am 15. Mai 1990                                           |
| Karl Vogele                   | 1940         | CSU    | Augsburg-Land-Süd                        | ausgeschieden am 28. April 1988                                         |
| Philipp Vollkommer            | 1928–2017    | CSU    | Bamberg-Land                             |                                                                         |
| Wilhelm Vorndran              | 1924–2012    | CSU    | Erlangen-Stadt                           | Staatssekretär                                                          |
| Georg Freiherr von Waldenfels | 1944         | CSU    | Hof-West                                 | Staatssekretär (bis 1987), Staatsminister (ab 1987)                     |
| Hans Wallner                  | 1950         | CSU    | Deggendorf                               |                                                                         |
| Klaus Warnecke                | 1943         | SPD    | Oberbayern                               |                                                                         |
| Ulrike Wax-Wörner             | 1945         | Grüne  | Oberbayern                               |                                                                         |
| Max Weber                     | 1931–2022    | SPD    | Oberbayern                               |                                                                         |
| Armin Weiß                    | 1927–2010    | Grüne  | Oberpfalz                                |                                                                         |
| Manfred Weiß                  | 1944–2017    | CSU    | Roth                                     |                                                                         |
| Peter Welnhofer               | 1948         | CSU    | Regensburg-Stadt                         |                                                                         |
| Richard Wengenmeier           | 1928–2002    | CSU    | Marktoberdorf                            |                                                                         |
| Franz Xaver Werkstetter       | 1933–2023    | CSU    | Berchtesgadener Land                     |                                                                         |
| Peter Widmann                 | 1930–2012    | CSU    | Weilheim-Schongau                        |                                                                         |
| Otto Wiesheu                  | 1944         | CSU    | Freising                                 |                                                                         |
| Paul Wilhelm                  | 1935–2008    | CSU    | München-Laim                             |                                                                         |
| Christian Will                | 1927–2019    | CSU    | Würzburg-Land                            |                                                                         |
| Ulrike Windsperger            | 1949         | Grüne  | Oberbayern                               | nachgerückt am 2. Juli 1987 für August Haußleiter                       |
| Günter Wirth                  | 1940         | SPD    | Schwaben                                 |                                                                         |
| Xaver Wolf                    | 1937–2017    | SPD    | Oberpfalz                                |                                                                         |
| Paul Wünsche                  | 1922–2016    | CSU    | Bamberg-Stadt                            |                                                                         |
| Marianne Würdinger            | 1934         | CSU    | Niederbayern                             |                                                                         |
| Edgar Würth                   | 1931–2022    | CSU    | Schwaben                                 |                                                                         |
| Otto Zeitler                  | 1944         | CSU    | Nabburg                                  |                                                                         |
| Alfons Zeller                 | 1945         | CSU    | Sonthofen                                | Staatssekretär (ab 1987)                                                |
| Hermann Zenz                  | 1926–2009    | CSU    | München-Land-Süd                         |                                                                         |
| Dietmar Zierer                | 1943–2015    | SPD    | Schwandorf                               |                                                                         |